# Гвета
Гвета, Гвата (англ. Gweta) — сельский населённый пункт на северо-востоке Ботсваны, на территории Центрального округа.

## Географическое положение
Деревня находится в северо-западной части округа, на расстоянии приблизительно 490 километров к северо-северо-западу (NNW) от столицы страны Габороне. Абсолютная высота — 923 метра над уровнем моря.

## Население
По данным официальной переписи 2011 года численность населения составляла 5303 человек.
Динамика численности населения Гветы по годам:
| 1991 | 2001 | 2011 | 2013 |
| ---- | ---- | ---- | ---- |
| 2715 | 4055 | 5303 | 5585 |

## Транспорт
Ближайший аэропорт расположен вблизи деревни Ната.